# Disegno di legge
Disegno, proposta, e progetto di legge (ddl o pdl) sono le denominazioni che può assumere un testo con cui si progetta l'emanazione di un atto normativo di rango primario.
Il testo di proposizione è presentato dai membri delle assemblee legislative, o da altri soggetti abilitati, nel rispetto dei vari ordinamenti giuridici statali.

## Descrizione generale
La proposta così avanzata è destinata ad essere analizzata dai vari organi legislativi competenti e, se consegue le prescritte maggioranze, a tradursi o meno in legge.

## In Italia
Nell'ordinamento giuridico italiano con i termini:
- progetto di legge, art. 71 della Costituzione[1]
- disegno di legge, artt. 72 e 87 della Costituzione,
- proposta di legge, art. 121 della Costituzione

si indica un testo suddiviso in articoli che viene presentato dagli/agli organi depositari del potere legislativo, cui spetta l'iniziativa legislativa. Solitamente viene accompagnato da una relazione, che è però formalmente necessaria solo per le proposte popolari.
I termini sono contenuti nella Costituzione della Repubblica Italiana e si riferiscono allo stesso atto; tuttavia tradizionalmente la dottrina distingue:
- la proposta di legge, proveniente da un membro dell'assemblea legislativa a cui il testo è proposto (la Camera dei deputati o il Senato della Repubblica),
- il disegno di legge, con cui si indica un testo presentato dall'organo esecutivo (il Governo).

La dizione progetto di legge indica l'insieme dei due istituti e non ha una menzione formale nella costituzione, ove si eccettui l'ultimo capoverso dell'art. 71.
Il progetto di legge costituzionale invece  è un particolare progetto di legge, previsto per le leggi costituzionali presenti negli ordinamenti a costituzione rigida come quello italiano, il cui iter prevede una procedura aggravata, ossia più complessa rispetto a quella dei progetti di legge ordinari.

### Al Senato della Repubblica
La dizione disegno di legge, per quanto riguarda il Senato, indica indistintamente un testo normativo proposto all'approvazione dello stesso, presentato da chi ha il potere d'iniziativa legislativa, ossia:
- Almeno cinquantamila elettori,
- Almeno un parlamentare,
- Il Governo,
- Un Consiglio regionale,
- Il Consiglio nazionale dell'economia e del lavoro (CNEL).

### Alla Camera dei deputati
La dizione disegno di legge, alla Camera dei deputati, indica solamente un progetto di legge di iniziativa governativa, per distinguerlo dalla proposta di legge che è di altra iniziativa. Previo esame da parte della Commissione competente, essi giungono in aula per l'approvazione.

### In Consiglio regionale
La disciplina della potestà legislativa conferita dalla Costituzione è contenuta negli statuti regionali, così come l'iniziativa legislativa e l'iter legis.